# توم هيوز (لاعب كرة قاعدة)
توم هيوز (بالإسبانية: Tom Hughes)‏ هو لاعب كرة قاعدة بنمي، ولد في 13 سبتمبر 1934 في Ancón, Panama ‏ في بنما.

## وصلات خارجية
- توم هيوز على موقع دوري كرة القاعدة الرئيسي (الإنجليزية)
- توم هيوز على موقعبيزبول رفرنس.كوم (الدوري الرئيسي) (الإنجليزية)
- توم هيوز على موقعبيزبول رفرنس.كوم (الدوري الثانوي) (الإنجليزية)